# Ramón Alva de la Canal

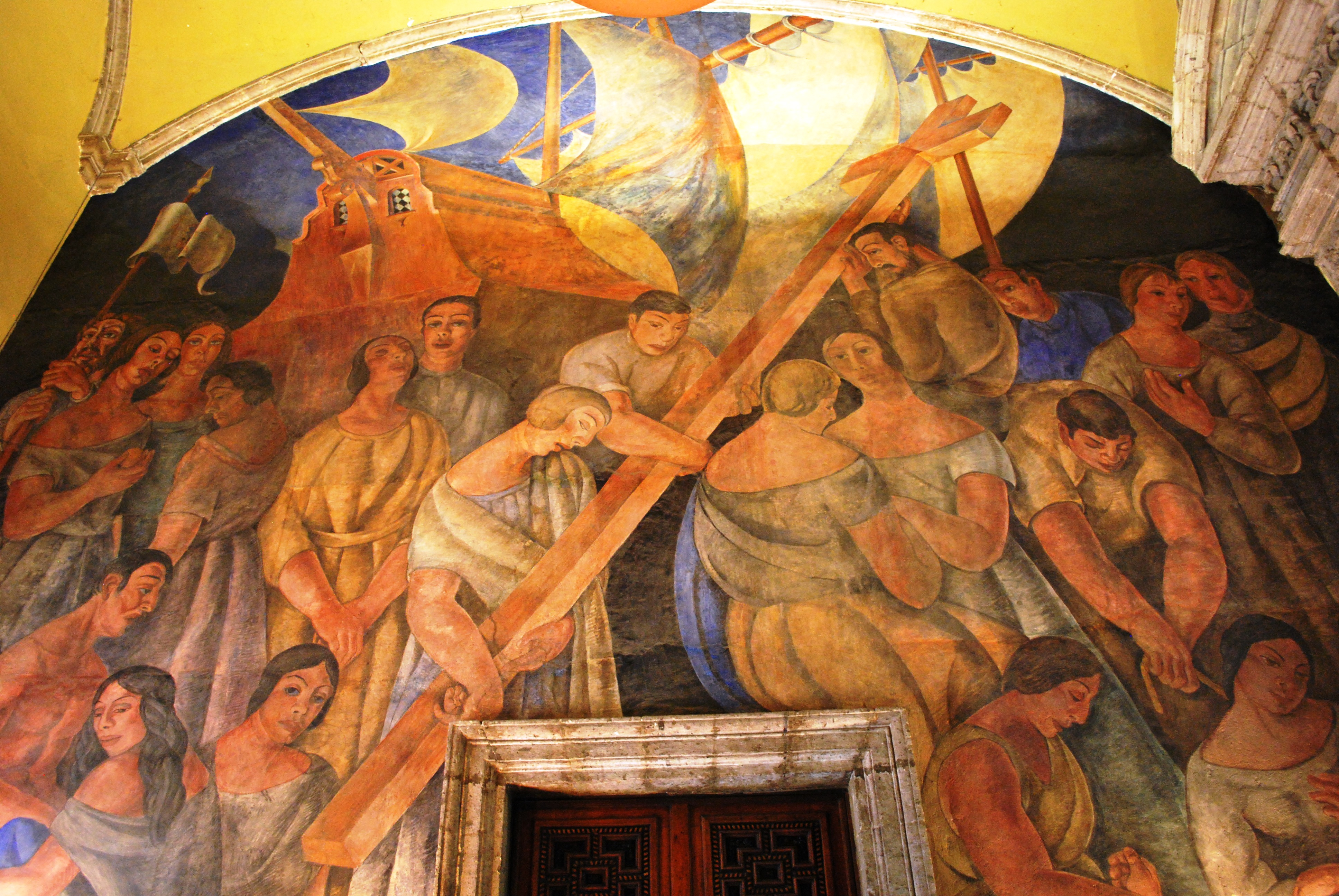
„El desembarco de los españoles y la cruz plantada en tierras nuevas“, Wandgemälde

Ramón Alva de la Canal (* 29. August 1892 in Mexiko-Stadt; † 4. April 1985 ebenda) war ein mexikanischer Maler, Illustrator und Kunstlehrer.

## Biografie
Alva studierte an der Academia de San Carlos und assistierte Alfredo Ramos Martínez an dessen Freiluftmalschule in Santa Anita Zacatlamanco, Iztapalapa. Ab 1920 war er Lehrmeister für Malerei an der Academia de San Carlos. Als Mitglied des Sindicato de Pintores fertigte er 1922 das erste Fresko-Wandgemälde Mexikos des 20. Jahrhunderts. Im selben Jahr erlernte er mit Jean Charlot die Technik des Holzschnitts. Alva schloss sich 1928 der Gruppe revolutionärer Maler „30-30“ an und wurde Mitglied der Künstlergruppe „Estridentistas“, einer mexikanischen Künstlerbewegung, die den Begriff des Estridentismus (Estridentismo) prägte.
Er dozierte an zahlreichen Schulen, vor allem an Schulen des Secretaría de Educación Pública (SEP). Mit knapp 60 Jahren wurde er Leiter der universitären Bildhauerschule der Universidad Veracruzana in Xalapa.
In seiner künstlerischen Arbeit befasste er sich überwiegend mit Buchillustrationen, Wandgemälden, Holzmalerei und Bühnenbildmalerei. Der Academia de Artes gehörte er seit 1981 an.
1989 entstand unter der Regie Javier Audiracs ein Dokumentarfilm über den Künstler.